# Paraszkevász Ándzasz
Paraszkevász Ándzasz (görögül: Παρασκευάς Άντζας; Dráma, 1977. augusztus 18. –) görög válogatott labdarúgó.

## Sikerei, díjai
Olimbiakósz
- Görög bajnok (7): 1998-99, 1999-00, 2000-01, 2001-02, 2002-03, 2007-08, 2008–09
- Görög kupagyőztes (3): 1999, 2008, 2009
- Görög szuperkupagyőztes (1): 2007